# Narcissus broussonetii
Narcissus broussonetii floreix cap a la tardor, amb unes 10 o més flors blanques en cada umbel·la; gairebé sense corona. Presenta de dos a quatre fulles de color verd grisós d'uns 28cm de llarg en el temps de floració i de 9 mm d'ample, glauques, estriades però sense quilla, dretes. La tija està comprimida i pot arribar fins a uns 40 cm d'alçada. Els pedicels, aquells que uneixen cada flor a la inflorescència, fan 1 cm de llarg aproximadament. Les flors poden fer fins a 3,5 cm de diàmetre, tub blanc, en forma d'embut en expansió de 6 mm de diàmetre, tèpals patents o corbats cap a dins, imbricats a la base, corona gairebé absent. Els filaments de les anteres estan units al tub just sota dels pètals, l'estil inclosos en el tub, floreixen a principis de tardor. Poden créixer en sòls calcaris pedregosos i entre les roques al bosc esclarissat. Restringits a la franja costanera de l'oest del Marroc i de fins a 50 km terra endins.